# Sherut Taxi
Sherut Taxi ist ein Kurzfilm von Holger Borggrefe mit Janek Rieke, Einat Wiezmann und Golan Azulai in den Hauptrollen.

## Handlung
Martin, ein deutscher Tourist, verpasst am Bahnhof von Tel Aviv den Bus und wird von Gallia auf die Idee gebracht, in einem Scherut mitzufahren. Allerdings steigt auch Gallias Exfreund ein, und auf der Fahrt wird es bald kompliziert.

## Auszeichnungen
- 1999: Sonderpreis des WDR beim Filmfestival Münster[1]

## Prädikate
- 1999: Filmprädikat Wertvoll von der Filmbewertungsstelle[2]